# Panzergrenadierbrigade 11
Die Panzergrenadierbrigade 11 „Bayerwald“ mit Stab in der Graf-Aswin-Kaserne in Bogen war ein Heeresverband der Bundeswehr. Die Brigade unterstand seit 1956 der 4. Panzergrenadierdivision und wurde im Jahr 1993 aufgelöst. Ihre Truppenteile waren im Bayerischen Wald disloziert.

## Geschichte

### Vorgeschichte als Kampfgruppe in der Heeresstruktur 1
Zur Einnahme der Heeresstruktur 1 wurde zum 1. Juli 1956 die Kampfgruppe B 4 mit Standort des Stabes in Ellwangen neu aufgestellt. Die Kampfgruppe B 4 unterstand der 4. Grenadierdivision. Zur Aufstellung wurde der Stab der Grenzschutzgruppe 2 herangezogen.
In Coburg wurden etwa gleichzeitig das Grenadierbataillon 24 zum 1. Juli 1956 und das Grenadierbataillon 34 zum 26. Juli 1956 neu aufgestellt. Die Erstausstattung der Grenadierbataillone 24 und 34 bestand aus je 39 LKW (je 13 Stück pro Kompanie): 1,5-Tonner Unimog S 404 B oder Hanomag A-L 28. Zusätzlich erhielten die Grenadierabtaillone je fünf M41. Stab und Stabskompanie der Kampfgruppe B 4 verlegten am 30. Juli 1958 von Ellwangen nach Bogen in die Graf-Aswin-Kaserne. In Roding wurde zum 1. November 1958 oder 4. November 1958 das Panzergrenadierbataillon 113 neu ausgeplant. Die Erstausstattung des Panzergrenadierbataillons 113 entsprach im Wesentlichen der Ausstattung der Grenadierbataillone 24 und 34. Die Panzerpionierkompanie 110 wurde am 1. Dezember 1958 aus der 3./Pionierbataillon 4 neu ausgeplant.
Die Kampfgruppe B 4 gliederte sich Ende 1958 in folgende Truppenteile:
- Kampfgruppenstab Kampfgruppe B 4, Bogen[2]
  -  Stabskompanie, Bogen[2]
  -  Grenadierbataillon 24, Ellwangen[2]
  -  Grenadierbataillon 34, Wildflecken[2]
  -  Panzergrenadierbataillon 113, Roding[2]
  -  Pionierbataillon 4, Ingolstadt[2]
  -  Panzerjägerbataillon 4, Murnau[2][1]
  -  Flugabwehrartilleriebataillon 4, Murnau[2][1]
  -  Panzerpionierkompanie 110, Bogen.[2]

Das Panzerjägerbataillon 4 verfügte über 45 Kampfpanzer M47 und 25 M41. Das Flugabwehrartilleriebataillon 4 verfügte über 36 M42 (je zwölf Stück pro Kompanie) und 15 Flugabwehrkanonen 40 mm/L 70.

### Heeresstruktur 2
Zur Einnahme der Heeresstruktur 2 wurde zum 1. April 1959 die Kampfgruppe B 4 in die Panzergrenadierbrigade 11 umgegliedert. 1959 verlegte das Panzergrenadierbataillon 113 nach Cham (Oberpfalz). Das Panzerjägerbataillon 4 wurde zum Panzerbataillon 244 umgegliedert und schied zum 2. November 1959 aus der Panzergrenadierbrigade 11 aus. Das Pionierbataillon 4 verlegte 1960 nach Bogen. Das Pionierbataillon 4 verlegte zum 26. März 1960 nach Bogen.
Der Panzergrenadierbrigade 11 wurden zusätzlich unterstellt:
- das Panzergrenadierbataillon 112 (zunächst Grenadierbataillon 4, Regensburg, ab 1960 Regen).
- die Panzeraufklärungskompanie 120 in Bogen (1963 aufgelöst)
- das Feldartilleriebataillon 115, im Herbst 1958 in Weiden und Landshut aufgestellt, ab 1. Juli 1959 (Roding später ab 1. April 1963 Neunburg vorm Wald), Ausstattung: FH. 105 mm (L).,
- das Versorgungsbataillon 116
- die Flugabwehrbatterie 110 (später 4./FlaBtl 4) (Ausstattung: 12 M 42 FlaPz) aufgestellt.

Im Jahr 1961 wurde die Panzeraufklärungskompanie 120 nach Oberviechtach verlegt und aus der Brigade ausgegliedert. Dafür wurde 1963 ein Spähzug aus der aufgelösten Panzeraufklärungskompanie 110 aufgestellt
Die Panzerpionierkompanie 110 erhielt ab 1962/1963 drei M48 AVLB und Räumpanzer M 48.
Im Jahr 1966 wechselte das Panzergrenadierbataillon 111 zur Panzergrenadierbrigade 24 und wurde PzGrenBtl 243. Die Brigade erhielt dafür eine Geräteeinheit.
Der Brigade unterstand das Panzerbataillon 114 Gärmersdorf, aufgestellt ab 1. September 1962, Verlegung am 7. Januar 1963 nach Hohenfels, ab 5. März 1963 Neunburg vorm Wald, Pfalzgraf-Johann-Kaserne. Ab 1. Oktober 1970 in Panzerjägerbataillon 114 umbenannt.
Gliederung in der Heeresstruktur 2:
- Stab/Stabskompanie Panzergrenadierbrigade 11, Bogen
  - Panzerspähzug 110, Bogen (aufgestellt 1963, 1979 in StKp PzGrenBrig 11 eingegliedert)
  - Panzerjägerkompanie 110, Regen (aufgestellt am 21.11.1960, am 18.06.1971 aufgelöst und zur Aufstellung PzJgBtl 104 und PzJgBtl 114 herangezogen)
  - Panzerpionierkompanie 110, Weiden (aufgestellt am 01.07.1962)
  - Panzergrenadierbataillon 111, Freyung (aufgestellt am 01.07.1959 in Bogen, ab März 1960 in Freyung, 1966 umbenannt in PzGrenBtl 243, ab 1970 GebPzAufklBtl 8)
  - Panzergrenadierbataillon 112, Regen (aufgestellt am 01.04.1959 in Regensburg als Grenadierbataillon 4, am 22.11.1960 verlegt nach Regen)
  - Panzergrenadierbataillon 113, Cham (aufgestellt am 03.11.1958 in Roding, am 01.07.1959 verlegt nach Cham)
  - Panzerbataillon 114, Neunburg vorm Wald (aufgestellt am 01.09.1962 in Kümmersbruck, am 01.09.1962 verlegt nach Hohenfels, am 05.03.1963 verlegt nach Neunburg vorm Wald)
  - Feldartilleriebataillon 115, Neunburg vorm Wald (aufgestellt am 16.02.1959 in Weiden, am 01.07.1959 verlegt nach Roding, am 01.04.1963 verlegt nach Neunburg vorm Wald)
  - Versorgungsbataillon 116, Roding (aufgestellt 01.07.1959, 1972 aufgelöst)
    - 2./VersBtl 116, Cham (aufgestellt 1964, 1972 umgegliedert in 6./SanBtl 4 (GerEinh))
    - 3./VersBtl 116, Roding (aufgestellt 25.08.1969, am 30.09.1972 umbenannt in InstKp 110)
    - 4./VersBtl 116, Roding (aufgestellt 1960 in Cham, 1963 verlegt nach Roding, 1972 umbenannt in NschKp 110)

### Heeresstruktur 3
Im Jahr 1970 wurde die Brigade zur Jägerbrigade 11 mit den Jägerbataillonen 112 Regen und 113 Cham (Oberpfalz) sowie dem Panzerjägerbataillon 114 umgegliedert. Das ehemalige Panzergrenadierbataillon 111 wurde ab 1971 als Geräteeinheit Jägerbataillon 111 erneut unterstellt. Im Jahr 1971 verließ die Panzerjägerkompanie 110 in Regen die Brigade und wurde in das Panzerjägerbataillon 104 in Pfreimd eingegliedert. Das Feldartilleriebataillon 115 wurde im Jahr 1971 in ein Panzerartilleriebataillon umgegliedert. Der Panzerspähzug 110 wurde im Jahr 1979 im Vorgriff der kommenden Heeresstruktur 4 aufgelöst und als Teileinheit der Stabskompanie der Brigade zugeteilt. Bereits 1980 wurde die Panzerjägerkompanie 110 in Neunburg vorm Wald aufgestellt.
Gliederung in der Heeresstruktur 3:
- Stab/Stabskompanie Jägerbrigade 11, Bogen Graf-Aswin-Kaserne
  - PzSpähZg 110, Bogen (bis 1979)
  - PzJgKp 110, Pfreimd Oberpfalz-Kaserne (Am 18. Juni 1971 wurde die Panzerjägerkompanie 110 aufgelöst. Das Personal und Material der beiden Raketenzüge (9 Raketenjagdpanzer) wurde in die 4. Kompanie des umgegliederten Panzerjägerbataillon 114 in Neunburg vorm Wald, die 3 Kanonenzüge in die 2. Kompanie des umgegliederten PzJgBtl 104 in Pfreimd integriert)
  - PzPiKp 110, Bogen (mit 14 M 113, 3 M 48 AVLB/Biber und 2 PiPz M 48)
  - InstKp 110, Roding (entstand zum 01.10.1972 aus 3./VerBtl 116)
  - NschKp 110, Roding (entstand 1972 aus 4./VersBtl 116)
  - JgBtl 111 (GerEinh), Regen/Cham (Ab 1971 unterstellt. 1981 aufgelöst)
  - JgBtl 112, Regen (Im Oktober 1970 wurde das Btl aus dem PzGrenBtl 112 umbenannt. Im April 1981 wurde aus dem JgBtl 112 ein neues PzGrenBtl 112 in Regen aufgestellt)
  - JgBtl 113, Cham (Im Oktober 1970 wurde das Btl aus PzGrenBtl 113 umbenannt)
  - PzJgBtl 114, Neunburg vorm Wald (Im Oktober 1970 aus dem PzBtl 114 umbenannt. Ausstattung: 32 KanJPz 1. und 2. KpfKp und 8 RakJPz 2 [3. KpfKp]. Ab 1. Oktober 1981 in PzBtl 114 zurückgegliedert)
  - FArtBtl 115, Neunburg vorm Wald (ab 1972 PzArtBtl 115 Neunburg vorm Wald, Aufstellung der 4. Bttr durch Auflösung der AusbKp 12/4 am 1. April 1970. Ausstattung: FH. 105 mm (L), ab 1972 PzH M 109 G)
  - FErsBtl 117 (nicht aktiv)
  - FAusbBtl 118 (zur Heeresstruktur 3 aufgestellt, 1979 aufgelöst)

### Heeresstruktur 4
Im Jahr 1981 wurde die Jägerbrigade 11 erneut in die Panzergrenadierbrigade 11 umgegliedert.
Gliederung in der Heeresstruktur 4:
- Stab/Stabskompanie Panzergrenadierbrigade 11, Bogen Graf Aswin-Kaserne (1993 aufgelöst)
  - Panzerjägerkompanie 110, Neunburg vorm Wald Pfalzgraf-Johann-Kaserne (Ausstattung: KanJPz später Jaguar 1)
  - Panzerpionierkompanie 110, Bogen (Ausstattung: 3 Brückenlegepanzer Biber oder M48 AVLB, 2 Pionierpanzer M48 oder Dachs und 2 Minenwerfer Skorpion)
  - Nachschubkompanie 110, (350 to) Roding
  - Instandsetzungskompanie 110, Roding (Auflösung 1993)
  - Panzergrenadierbataillon 111 (teilaktiv), Bogen (Das gemischte und teilaktive PzGrenBtl 111 wurde im April 1981 in Bogen (Patenstadt Viechtach) neu aufgestellt). Der Stab (2 SPz Marder) und die 1. Kompanie waren als nicht aktive Geräteeinheit in Bogen stationiert. Die 2. Kompanie (11 SPz Marder) war dem PzGrenBtl 112 in Regen, die 3. Kompanie (11 SPz Marder) dem PzGrenBtl 113 in Cham und die 4. Kompanie (13 KPz M48A2GA2, ab 1984 Leopard 1A4) dem PzBtl 114 in Neunburg vorm Wald unterstellt. Das Bataillon wurde im September 1992 aufgelöst.
  - Panzergrenadierbataillon 112, Regen (Im April 1981 wurde aus dem JgBtl 112 ein neues PzGrenBtl 112 aufgestellt). Das Bataillon ist für die 2. Kompanie PzGrenBtl 111 zuständig. Ausstattung: 24 SPz Marder (2 Stab, 11 je 2. und 3. Kompanie), 11 M113 (4. Kompanie) und 6 Panzermörser M113 (5. Kompanie).
  - Panzergrenadierbataillon 113, Cham (Im April 1981 wurde ein neues PzGrenBtl 113 in Cham aufgestellt). Das Bataillon ist für die 3. Kompanie PzGrenBtl 111 zuständig. Ausstattung: 24 SPz Marder (2 Stab, 11 je 2. und 3. Kompanie), 11 M113 (4. Kompanie) und 6 Panzermörser M113 (5. Kompanie).
  - Panzerbataillon 114, Neunburg vorm Wald (Das Bataillon wird aus dem PzJgBtl 114 am 1. Oktober 1981 rückumgegliedert). Das Bataillon ist für die 4. Kompanie PzGrenBtl 111 zuständig. Das Bataillon wird 1984 vom KPz M 48A2GA2 auf Leopard 2 (41) umgerüstet.
  - Panzerartilleriebataillon 115, Neunburg vorm Wald (Ausstattung: 18 Panzerhaubitze M109 G/A3G)
  - Feldersatzbataillon 117 (GerEinh), Feldkirchen (später FErsBtl 44)

Die Brigade umfasste im Herbst 1989 in der Friedensgliederung etwa 3150 Soldaten. Die geplante Aufwuchsstärke im Verteidigungsfall betrug rund 3550 Soldaten. Zum Aufwuchs war die Einberufung von Reservisten und die Mobilmachung von nicht aktiven Truppenteilen vorgesehen. Zum Ende der Heeresstruktur 4 im Herbst 1989 war die Brigade weiter Teil der 4. Panzergrenadierdivision und gliederte sich grob in folgende Truppenteile:
- Stab/Stabskompanie Panzergrenadierbrigade 11, Bogen (Graf Aswin-Kaserne)
  -  Panzerjägerkompanie 110, Neunburg vorm Wald (Pfalzgraf-Johann-Kaserne)
  -  Panzerpionierkompanie 110, Bogen
  -  Nachschubkompanie 110, Roding
  -  Instandsetzungskompanie 110, Roding
  -  Panzergrenadierbataillon 111 (teilaktiv), Bogen
  -  Panzergrenadierbataillon 112, Regen
  -  Panzergrenadierbataillon 113, Cham
  -  Panzerbataillon 114, Neunburg vorm Wald
  -  Panzerartilleriebataillon 115, Neunburg vorm Wald

### Heeresstruktur 5 bis zur Auflösung
Die Panzerjägerkompanie 110, PzArt.-Btl. 115 und das Panzergrenadierbataillon 111 wurden 1992 zur HrStr. 5 der Pz.-Brigade 12 unterstellt. Panzerpionierkompanie 110 wurde am 1. April 1993 als 2. Kompanie in das PiBtl 4 eingegliedert. Die Nachschubkompanie 110, das Feldersatzbataillon 117/44 und die Instandsetzungskompanie 110 wurden zur HrStr. 5 aufgelöst. Panzergrenadierbataillon 113 wird September 1992 außer Dienst gestellt.
Die Panzergrenadierbrigade 11 „Bayerwald“ wurde zum 31. März 1993 aufgelöst.

## Kommandeure
Die Kommandeure der Panzergrenadierbrigade 11 waren (Dienstgrad bei Kommandoübernahme):
| Nr. | Name                                      | Kommandeur von   | Kommandeur bis     |
| --- | ----------------------------------------- | ---------------- | ------------------ |
| 13  | Oberst Gerd Edler von Löw                 | 1. Oktober 1990  | 31. März 1993      |
| 12  | Brigadegeneral Klaus Wiesmann             | 1. Oktober 1986  | 30. September 1990 |
| 11  | Brigadegeneral Klaus-Peter Kniehase       | 1. Oktober 1981  | 30. September 1986 |
| 10  | Brigadegeneral Heinrich Endres            | 1. Oktober 1976  | 30. September 1981 |
| 9   | Brigadegeneral Heinrich Graf von Treuberg | 1. April 1971    | 30. September 1976 |
| 8   | Brigadegeneral Rudolf Reichenberger       | 1. Juli 1969     | 31. März 1971      |
| 7   | Oberst Rüdiger von Reichert               | 1. Oktober 1967  | 30. Juni 1969      |
| 6   | Brigadegeneral Rudolf Wich                | 1. April 1964    | 30. September 1967 |
| 5   | Brigadegeneral Johannes Härtel            | Februar 1962     | 31. März 1964      |
| 4   | Oberst Gottfried Annuß                    | 1960             | Februar 1962       |
| 3   | Oberst Heinz-Joachim Müller-Lankow        | 1. November 1957 | 1959               |
| 2   | Oberst Anton Eder                         | 1956             | 31. Oktober 1957   |
| 1   | Oberst Ernst Mangold                      | 1956             | 1956               |

## Verbandsabzeichen

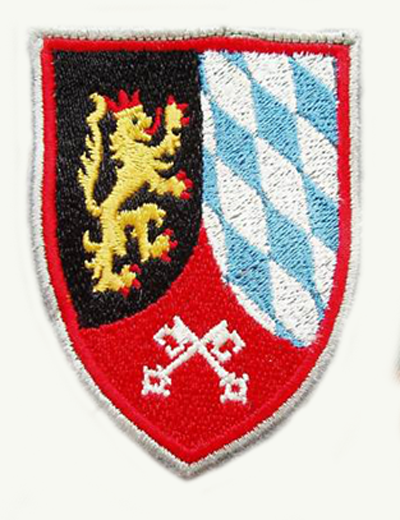
Gewebtes Verbandsabzeichen für den Dienstanzug

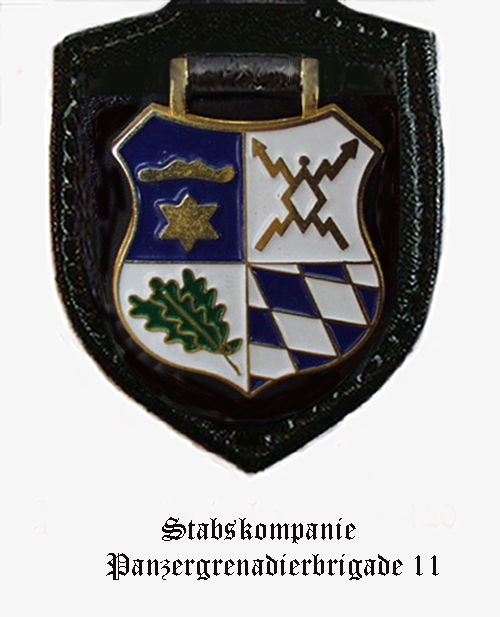
Internes Verbandsabzeichen des Stabes/Stabskompanie

Die Blasonierung des Verbandsabzeichens für den  Dienstanzug der Angehörigen der Panzergrenadierbrigade 11 lautete:
 Rot bordiert, gespalten durch eine aufsteigende und eingeschweifte rote Spitze, darin zwei schräg gekreuzte silberne Schlüssel; vorne in Schwarz ein linksgewendeter, rotbewehrter und rotgekrönter goldener Löwe, hinten die bayerischen Rauten.
Das Verbandsabzeichen ähnelte dem Wappen des Bezirks Oberpfalz stark. Dargestellt waren die Schlüssel Petri wie im Regensburger Stadtwappen, der Pfälzer Löwe als Symbol für die  Pfalz und die bayrischen Rauten wie in der Landesflagge und Landeswappen. Die Verbandsabzeichen der Division und der unterstellten Brigaden waren bis auf die Borde identisch. In der Tradition der Preußischen Farbfolge erhielt das Verbandsabzeichen der Panzergrenadierbrigade 11 als „zweite“ Brigade der Division einen roten Bord.
Da sich die Verbandsabzeichen der Brigaden der Division nur geringfügig unterschieden, wurde stattdessen auch das interne Verbandsabzeichen des Stabes bzw. der Stabskompanie pars pro toto als „Abzeichen“ der Brigade genutzt. Es zeigte erneut die Rauten aus dem Verbandsabzeichen, einen Stern und Bogen ähnlich wie im Stadtwappen von Bogen sowie als traditionelles Symbol deutscher Streitkräfte einen Eichenlaubzweig.